# Estifnato de chumbo
Estifnato de chumbo (2,4,6-trinitrorresorcinato de chumbo, C6HN3O8Pb ), cujo nome é derivado do ácido estífnico, é um explosivo tóxico usado como um componente de espoletas e misturas detonadoras para explosivos menos sensíveis, tais como a nitroglicerina.
O estifnato de chumbo é apenas ligeiramente solúvel em água e metanol.
Possui aparência de um sólido cristalino amarelo acastanhado, velocidade de detonação de 5200 m/s, temperatura de auto-ignição de 330 °C